# Cheiracanthium taiwanicum
Cheiracanthium taiwanicum là một loài nhện trong họ Miturgidae.
Loài này thuộc chi Cheiracanthium. Cheiracanthium taiwanicum được miêu tả năm 2006 bởi Jun Chen et al..